# Pla del Rieral (Vall del Tenes)

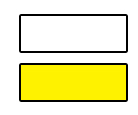
Marca de Sender de Petit Recorregut

Sender de petit recorregut circular per la zona del Rieral de Lliçà d'Amunt

## Característiques
Distància: 15,240 km
Comarca: Vallès Oriental

## Descripció itinerari i variants

### Itinerari
Durada:4:06 hores
Distància:15,240 km
| Temps Totals | Distàncies Totals | Punt itinerari                            |
| ------------ | ----------------- | ----------------------------------------- |
| 0:00 h       | 0,000 km          | Lliçà d'Amunt. Plaça de l'església.       |
| 0:05 h       | 0,390 km          | Parc del Tenes.                           |
| 0:12 h       | 1,000 km          | Riu Tenes.                                |
| 0:37 h       | 3,120 km          | Passera i font. Enllaç PR-C 32-1.         |
| 0:47 h       | 3,930 km          | Capella de Santa Maria del Vallès.        |
| 1:00 h       | 4,310 km          | Alzines centenàries.                      |
| 1:05 h       | 4,780 km          | Masia de Ca l'Orlau.                      |
| 1:10 h       | 5,340 km          | Masia de Can Moncau.                      |
| 1:20 h       | 5,910 km          | Ca l'Emília.                              |
| 1:25 h       | 6,100 km          | Can Nois.                                 |
| 1:37 h       | 7,100 km          | Barri de Can Merlés.                      |
| 1:40 h       | 7,290 km          | Barri del Raval de Can Xicota.            |
| 2:06 h       | 9,120 km          | Can Comes.                                |
| 2:20 h       | 9,870 km          | Conjunt de Santa Justa. Enllaç PR-C 32-2. |
| 2:25 h       | 10,220 km         | Ca l'Amell.                               |
| 2:39 h       | 11,090 km         | Can Feu.                                  |
| 2:58 h       | 12,300 km         | Can Pujal.                                |
| 3:22 h       | 13,930 km         | Can Carreras.                             |
| 3:35 h       | 14,760 km         | Lliçà d'Amunt. Plaça de l'església.       |

### Variant PR-C 32-1
Itinerari:Font de Can Cosconer - Lliçà d'Amunt
Distància:3,980 km
Durada: 1 h
| Temps Totals | Distàncies Totals | Punt itinerari                        |
| ------------ | ----------------- | ------------------------------------- |
| 0:00 h       | 0,000 km          | Font de Can Cosconer. Enllaç PR-C 32. |
| 0:10 h       | 0,660 km          | Carrer Girona.                        |
| 0:25 h       | 1,660 km          | Carrer de Sant Baldiri.               |
| 0:50 h       | 3,310 km          | Ermita de Sant Baldiri.               |
| 0:55 h       | 3,640 km          | Torrent de Can Bosc.                  |
| 1:00 h       | 3,980 km          | Lliçà d'Amunt. Plaça de l'Església.   |

### Variant PR-C 32-2
Itinerari:Santa Justa - Lliçà d'Amunt
Distància:2,630 km
Durada: 0:43h
| Temps Totals | Distàncies Totals | Punt itinerari                             |
| ------------ | ----------------- | ------------------------------------------ |
| 0:00 h       | 0,000 km          | Ermita de Santa Justa.                     |
| 0:03 h       | 0,300 km          | Riera de Tenes.                            |
| 0:10 h       | 0,600 km          | Torrent de la Cruïlla i Mina de Can Felip. |
| 0:29 h       | 1,850 km          | Gual del Pinar de la riera.                |
| 0:33 h       | 2,250 km          | Parc del Tenes.                            |
| 0:43 h       | 2,630 km          | Lliçà d'Amunt. Plaça de l'Església.        |